# Helge Kemner
John Helge Daniel Kemner, född 3 augusti 1883 i Malmö, död 19 juli 1934 i Bonderup, var en svensk målare. Han var bror till entomologen Nils Kemner.
Kemner erhöll sin första utbildning vid Teknisk Skole i Köpenhamn 1906-1907. Han vistades därefter en tid i München och Dachau, gjorde ett längre uppehåll i Paris 1910 och en studieresa till Italien 1921.
Kemners landskapskonst var starkt lyriskt betonad och kom främst till sin rätt i motiven från Romeleåsen. Han är representerad på Malmö museum bland annat med målningen Kvällssol (1917) och vid Nationalmuseum i Stockholm.